# محمد كدادي
محمد كدادي لاعب كرة قدم سعودي.
كانت بداياته مع نادي الترجي و لعب بعدها لأندية القادسية و الخليج و الرائد و الطائي و الدرعية و سدوس و الرياض و أبها و الصفا و الجبلين و الثقبة و النعيرية و السلام و الجبيل.

## نادي الهدايهمراجع
1. ↑  اللاعب محمد كدادي على موقع كووورة.